# Momcsilló Tapavicza
Momčilo Tapavica, ou Momcsilló Tapavicza (Момчило Тапавица), né le 14 octobre 1872 à Nadalj et décédé le 10 janvier 1949 à Pula, est un architecte et sportif hongrois d'origine serbe, médaillé de bronze en tennis lors des Jeux olympiques d'été de 1896 à Athènes. Il a été également haltérophile et lutteur.

## Biographie
Tapavicza remporte la médaille de bronze en simple dans le tournoi de tennis. Au premier tour, il bat Dimítris Frangópoulos (Grèce), il est exempté de second tour. Dionýsios Kásdaglis l'emporte sur Tapavicza en demi-finale, il partage la médaille de bronze avec le Grec Konstantínos Paspátis.
Il finit dernier des six concurrents dans l'épreuve du lever à deux mains, maintenant codifié comme l'épaulé-jeté. Sa performance n'est pas connue mais elle est inférieure à 90,0 kilogrammes. Dans l’épreuve de lutte, Tapavicza perd au premier tour contre Stéphanos Christópoulos.
Sa participation est mise au crédit de la Hongrie, mais c'est plutôt un Serbe en 1896, qui étudie à Budapest. La première participation officielle de la Serbie date de 1912, et Tapavicza est ainsi le premier concurrent non officiel du royaume de Serbie.

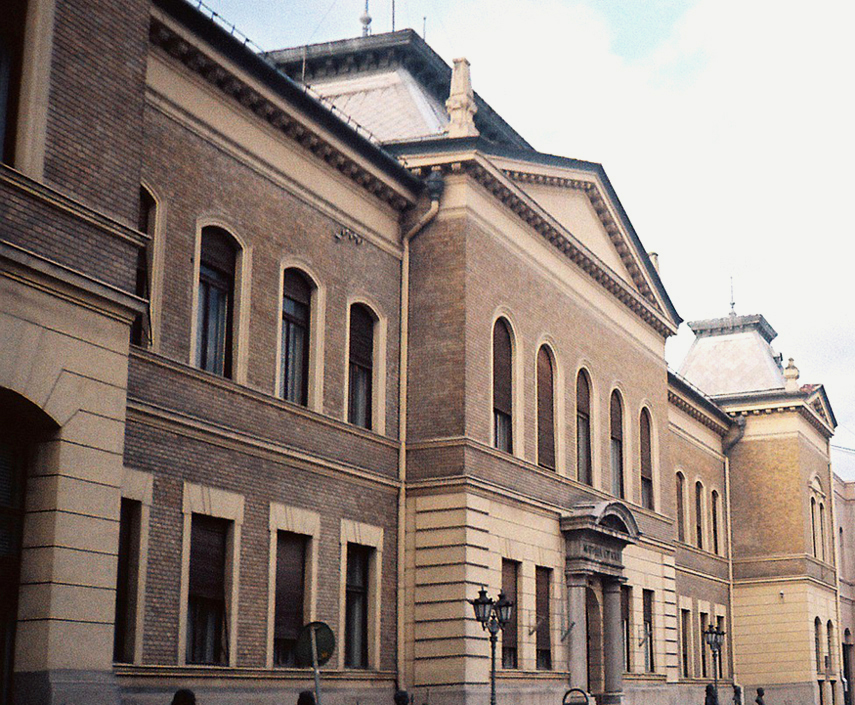
Matica srpska construit à Novi Sad, dessiné par Tapavicza

## Palmarès

### Jeux olympiques d'été
- Jeux olympiques d'été de 1896 à Athènes
  -  Médaille de bronze en simple messieurs